# Saron, Llandybie
Saron är en by i Carmarthenshire i Wales. Byn är belägen 68,4 km 
från Cardiff. Orten har 879 invånare (2016).